# Putao Airport
Putao Airport (IATA: PBU, ICAO: VYPT) är en flygplats i Myanmar. Den ligger i delstaten Kachin och orten Putao i den norra delen av landet.